# 穆拉扎诺 (洛迪省)
穆拉扎诺（義大利語：Mulazzano），是意大利洛迪省的一个市镇。总面积15平方公里，人口5725人，人口密度381.7人/平方公里（2009年）。ISTAT代码为098041。